# 放屁師

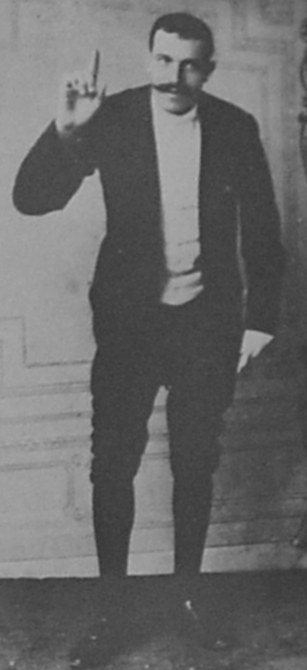
派托曼，活躍於20世紀初的著名放屁師。

放屁師（英語：Flatulist）是一種以「腸風」製造出各種富創意或有音樂性的聲音為娛樂效果的藝人或喜劇演員。

## 歷史
放屁師的歷史可追溯至中古時期，這些表演者可以自由控制直腸，以屁製造各種節奏和頻率的聲響。
中世紀愛爾蘭的放屁師被稱為「braigetoír」。他們作為音樂家，與吟遊詩人、豎琴搭配表演。
日本江戶時代也曾出現過被稱為「放屁男」（へっぴりおとこ）的職業放屁師，其中的頭目被稱為「霧降花開男」。他們能以屁模仿鼓聲、狗吠、各式音階的聲音，甚至能以屁股射飛鏢。

## 著名人士
- 放屁羅蘭：亨利二世時期的英國放屁師。
- 派托曼：20世紀初的法國放屁師。
- 甲烷先生：當代英國放屁師。

### 延伸閱讀
- Valerie J. Allen; Broken Air Exemplaria (2004). ( PDF version)
- Jim Dawson; Who Cut the Cheese?: A Cultural History of the Fart (Ten Speed Press, 1999)
- Steve Bryant; The Art Of The Fart
- G. Ramsey; A Breath of Fresh Air: Rectal Music in Gaelic Ireland in  Archaeology Ireland Vol. 16, No. 1, pp. 22-23 (2002)

## 外部連結
- Mr Methane - The World's Only Performing Flatulist （页面存档备份，存于）